# Hyloscirtus sarampiona
Hyloscirtus sarampiona är en groddjursart som först beskrevs av Pedro M. Ruiz-Carranza och Lynch 1982.  Hyloscirtus sarampiona ingår i släktet Hyloscirtus och familjen lövgrodor. IUCN kategoriserar arten globalt som otillräckligt studerad. Inga underarter finns listade i Catalogue of Life.